# Hjärnartär

Schematisk bild av ett antal hjärnartärer

Hjärnartär syftar på de artärer som förser hjärnbarken med blod. Med begreppet åsyftas ofta de tre stora paren av artärer: främre hjärnartären, mellersta hjärnartären och bakre hjärnartären. Dessa artärer är sammankopplade via främre och bakre sammanbindningsartären. De tre blodkärlen är en viktig del av blodtransporten till de olika delarna av storhjärnan och ingår även i Willis ring (ibland kallad hjärnans artärcirkel). 
Även andra artärer kan dock räknas till kategorin av hjärnartärer, exempelvis inre halspulsådern, basartären, kotartären och främre sammanbindningsartären. 